# Liste des œuvres d'art de Tours
Pour un article plus général, voir Liste des œuvres d'art d'Indre-et-Loire.
Cet article vise à recenser les œuvres d'art dans l'espace public de Tours, en France.

## Liste

### Sculptures
| Œuvre                                 | Auteur                             | Localisation                          | Notes                                                                                         | Installation | Coordonnées                      | Illustration                          |
| ------------------------------------- | ---------------------------------- | ------------------------------------- | --------------------------------------------------------------------------------------------- | ------------ | -------------------------------- | ------------------------------------- |
| Atlantes                              | François Sicard                    | Hôtel de ville                        |                                                                                               | À déterminer | à géolocaliser                   | Image manquante                       |
| Monument à Honoré de Balzac           | Jean-François Wiart                | Dans le square François-Sicard        | Représente Honoré de Balzac.                                                                  | À déterminer | à géolocaliser                   | Image manquante                       |
| Buste d'Antoine-Dieudonné Belle       | Henri Varenne                      | Sur la place du 14-Juillet            | Représente Antoine-Dieudonné Belle.                                                           | 1931         | 47° 23′ 30″ nord, 0° 41′ 00″ est | Buste d'Antoine-Dieudonné Belle       |
| Bordeaux                              | Jean-Antoine Injalbert             | Sur la façade de la gare de Tours     |                                                                                               | À déterminer | à géolocaliser                   | Image manquante                       |
| Le Cher                               | Jean-Antoine Injalbert             | Hôtel de ville                        |                                                                                               | À déterminer | à géolocaliser                   | Image manquante                       |
| Statue de Michel Colombe              | Pierre Dandelot                    | Dans le square François-Sicard        | Représente Michel Colombe. Remplace cette en bronze de 1938 réalisée par François Sicard.     | 1945         | 47° 23′ 40″ nord, 0° 41′ 36″ est | Image manquante                       |
| Le Courage                            | Jean-Baptiste Hugues               | Hôtel de ville                        |                                                                                               | À déterminer | à géolocaliser                   | Image manquante                       |
| Statue de René Descartes,             | Émilien de Nieuwerkerke            | Sur la place Anatole-France           | Représente René Descartes. Copie en marbre d'une statue en bronze de 1846 érigée à Descartes. | 1852         | 47° 23′ 48″ nord, 0° 41′ 14″ est | Statue de René Descartes              |
| L'Éducation                           | Alphonse-Amédée Cordonnier         | Hôtel de ville                        |                                                                                               | À déterminer | à géolocaliser                   | Image manquante                       |
| L'Éducation des jeunes filles         | François Sicard                    | Sur le fronton du lycée Balzac        | Bas-relief.                                                                                   | 1902         | à géolocaliser                   | Image manquante                       |
| La Femme-fleur                        | Gigi Guadagnucci (it)              | UFR lettres et langues                |                                                                                               | 1975         | 47° 23′ 46″ nord, 0° 40′ 53″ est | Image manquante                       |
| La Force                              | Jean-Baptiste Hugues               | Hôtel de ville                        |                                                                                               | À déterminer | à géolocaliser                   | Image manquante                       |
| Statue d'Anatole France               | François Sicard                    | Dans le jardin de la Préfecture       | Représente Anatole France.                                                                    | 1949         | à géolocaliser                   | Image manquante                       |
| Monument à Thomas Jefferson           | À déterminer                       | Avenue André-Malraux                  | Représente Thomas Jefferson.                                                                  | 2009         | à géolocaliser                   | Image manquante                       |
| Le Jour et la Nuit                    | Joseph Carlier                     | Hôtel de ville                        |                                                                                               | À déterminer | à géolocaliser                   | Image manquante                       |
| Limoges                               | Jean-Baptiste Hugues               | Sur la façade de la gare de Tours     |                                                                                               | À déterminer | à géolocaliser                   | Image manquante                       |
| La Loire                              | Jean-Antoine Injalbert             | Hôtel de ville                        |                                                                                               | À déterminer | à géolocaliser                   | Image manquante                       |
| Mémoire d'aujourd'hui                 | Jean-Pierre Viot, Haguiko          | Institut universitaire de technologie |                                                                                               | 1990         | 47° 21′ 27″ nord, 0° 42′ 14″ est | Image manquante                       |
| Buste de Jean-Baptiste Marie Meusnier | Henri Varenne                      | Dans le jardin des Prébendes d'Oé     | Représente Jean-Baptiste Marie Meusnier.                                                      | À déterminer | à géolocaliser                   | Buste de Jean-Baptiste Marie Meusnier |
| Le Monstre                            | Xavier Veilhan                     | Sur la place du Grand-Marché          |                                                                                               | À déterminer | 47° 23′ 37″ nord, 0° 40′ 50″ est | Image manquante                       |
| Naïade                                | Jules Renaudot                     | Hôtel de ville                        |                                                                                               | À déterminer | à géolocaliser                   | Naïade                                |
| Nantes                                | Jean-Baptiste Hugues               | Sur la façade de la gare de Tours     |                                                                                               | À déterminer | à géolocaliser                   | Image manquante                       |
| Statue de François Rabelais           | Étienne Henri Dumaige              | Sur la place Anatole-France           | Représente François Rabelais.                                                                 | 1880         | 47° 23′ 47″ nord, 0° 41′ 03″ est | Statue de François Rabelais           |
| Buste d'Honorat de Bueil de Racan     | François Sicard, Georges Delpérier | Dans le jardin des Prébendes d'Oé     | Représente Honorat de Bueil de Racan.                                                         | 1907         | à géolocaliser                   | Buste d'Honorat de Bueil de Racan     |
| Buste de Pierre de Ronsard            | Georges Delpérier                  | Dans le jardin des Prébendes d'Oé     | Représente Pierre de Ronsard.                                                                 | 1924         | à géolocaliser                   | Buste de Pierre de Ronsard            |
| Monument à Léopold Sédar Senghor      | Michel Audiard                     | Dans le jardin des Prébendes d'Oé     | Représente Léopold Sédar Senghor.                                                             | À déterminer | à géolocaliser                   | Image manquante                       |
| Stablile                              | Alexander Calder                   | Institut universitaire de technologie |                                                                                               | 1973         | 47° 24′ 32″ nord, 0° 42′ 09″ est | Image manquante                       |
| Toulouse                              | Jean-Antoine Injalbert             | Sur la façade de la gare de Tours     |                                                                                               | À déterminer | à géolocaliser                   | Image manquante                       |
| La Vigilance                          | Alphonse Cordonnier                | Hôtel de ville                        |                                                                                               | À déterminer | à géolocaliser                   | Image manquante                       |

### Monuments aux morts
| Œuvre                                                               | Auteur                                                         | Localisation                   | Notes | Installation | Coordonnées                      | Illustration    |
| ------------------------------------------------------------------- | -------------------------------------------------------------- | ------------------------------ | ----- | ------------ | -------------------------------- | --------------- |
| Monument aux morts de 1870                                          | Marcel Gaumont, Bernard Chaussemiche                           | Avenue André-Malraux           |       | 1914         | 47° 23′ 51″ nord, 0° 41′ 34″ est | Image manquante |
| Mémorial d'Indre-et-Loire des combattants tombés en Afrique du Nord | À déterminer                                                   | Sur la place Anatole-France    |       | À déterminer | à géolocaliser                   | Image manquante |
| Monument américain                                                  | Arthur Loomis Harmon (en)                                      | Avenue André-Malraux           |       | 1932         | 47° 23′ 51″ nord, 0° 41′ 20″ est | Image manquante |
| Monument arménien                                                   | Artur Martirossian, Vahé Garabédian                            | Sur la place Anatole-France    |       | À déterminer | à géolocaliser                   | Image manquante |
| Monument aux morts du lycée Descartes                               | François Sicard, Victor Laloux, François-Benjamin Chaussemiche | Lycée Descartes                |       | 1904         | à géolocaliser                   | Image manquante |
| Mémorial de la Résistance et de la Déportation                      | À déterminer                                                   | Sur la place Anatole-France    |       | À déterminer | à géolocaliser                   | Image manquante |
| Monument aux morts de Saint-Symphorien                              | François Sicard                                                | Sur la place du Président-Coty |       | À déterminer | 47° 24′ 37″ nord, 0° 41′ 04″ est | Image manquante |
| Monument aux morts de la Seconde Guerre mondiale                    | À déterminer                                                   | Sur la place Anatole-France    |       | À déterminer | à géolocaliser                   | Image manquante |

### Fontaines
| Œuvre                         | Auteur              | Localisation                    | Notes             | Installation | Coordonnées                      | Illustration                  |
| ----------------------------- | ------------------- | ------------------------------- | ----------------- | ------------ | -------------------------------- | ----------------------------- |
| Fontaine de Beaune-Semblançay | À déterminer        | À déterminer                    | Classé MH (1886). | À déterminer | 47° 23′ 42″ nord, 0° 41′ 15″ est | Fontaine de Beaune-Semblançay |
| Fontaine Sicard               | Emmanuel Pontremoli | Dans le jardin de la Préfecture |                   | À déterminer | à géolocaliser                   | Image manquante               |

### Œuvres diverses
| Œuvre                           | Auteur                               | Localisation                             | Notes | Installation | Coordonnées                      | Illustration    |
| ------------------------------- | ------------------------------------ | ---------------------------------------- | --- | ------------ | -------------------------------- | --------------- |
| Aménagement du tramway de Tours | Daniel Buren                         | Stations du tramway de Tours             | | 2013         | à géolocaliser                   | Image manquante |
| Jardin                          | Stéphane Calais, Marie-Anne Hervoche | UFR droit, économie et sciences sociales | Jardin d'agrément, portraits sérigraphiés sur les murs.                                                                                | 2006         | 47° 22′ 01″ nord, 0° 41′ 07″ est | Image manquante |
| Sans titre                      | Olivier Debré                        | Hôtel de ville                           | Ensemble de trois toiles ; initialement exposée dans un bâtiment de la faculté de médecine et pharmacie, détruit dans les années 1990. | 1973         | à géolocaliser                   | Image manquante |

### Œuvres disparues ou retirées
| Œuvre                                                   | Auteur                   | Localisation                                                  | Notes | Installation | Coordonnées    | Illustration |
| ------------------------------------------------------- | ------------------------ | ------------------------------------------------------------- | --- | ------------ | -------------- | --- |
| Monument aux docteurs Bretonneau, Trousseau et Velpeau, | François Sicard          | Dans le square de l'archevêché                                | La statue est fondue sous le régime de Vichy, dans le cadre de la mobilisation des métaux non ferreux. Les trois médaillons sont retirés du piédestal et placés dans un bâtiment de la faculté de médecine.                                   | 1887         | à géolocaliser | Monument aux docteurs Bretonneau, Trousseau et Velpeau« Monument Bretonneau, Trousseau et Velpeau à Tours », sur À nos grands hommes,« Monuments aux docteurs Bretonneau, Trousseau et Velpeau à Tours », sur e-monumen |
| Statue d'Honoré de Balzac,                              | Paul Fournier            | Sur la place du Palais                                        | Représentait Honoré de Balzac. Fondue sous le régime de Vichy, dans le cadre de la mobilisation des métaux non ferreux. | 1889         | à géolocaliser | Image manquante |
| Buste de Jules Baric,                                   | Henri-Théophile Bouillon | Dans le parc Mirabeau                                         | Représentait Jules Baric. Fondu sous le régime de Vichy, dans le cadre de la mobilisation des métaux non ferreux. Le piédestal est resté vide.                                                                                                | 1907         | à géolocaliser | Image manquante |
| Statue de Michel Colombe                                | François Sicard          | Intersection de la rue Jules Simon et de la rue des ursulines | Représentait Michel Colombe. Fondue sous le régime de Vichy, dans le cadre de la mobilisation des métaux non ferreux. Une statue de remplacement en pierre réalisée par Pierre Dandelot est installée en 1945 dans le square François Sicard. | 1938         | à géolocaliser | Image manquante |